# Ермолаев, Григорий Иванович (1838)
Григорий Иванович Ермолаев  (1838—1914) — русский военный деятель, генерал от артиллерии. Член  Артиллерийского комитета ГАУ и  редактор «Артиллерийского журнала».

## Биография
В службу вступил в 1858 году после окончания Михайловского Воронежского кадетского корпуса и Константиновского военного училища произведён в прапорщики гвардии и выпущен в Финляндский лейб-гвардии полк.
В 1860 году после окончания Михайловской военной артиллерийской академии по 1-му разряду произведён в подпоручики гвардии, в 1865 году в поручики гвардии. С 1866 года помощник столоначальника, с 1867 года  помощник заведующего и заведующий  чертежной мастерской Главного артиллерийского управления Военного министерства. В 1868 году произведён в штабс-капитаны гвардии, в 1870 года в капитаны гвардии, в 1873 году в полковники гвардии.
С 1883 года назначен совещательным членом  Артиллерийского комитета Главного артиллерийского управления и одновременно с 1885 года редактор «Артиллерийского журнала». В 1885 году за отличие по службе произведён в генерал-майоры. В 1895 году за отличие по службе произведён в генерал-лейтенанты, в 1913 году  за отличие по службе произведён в генералы от артиллерии.
Умер 3 декабря 1914 года в Петрограде, исключён из списков умершим (ВП 20.12.1914).

## Награды
- Орден Святого Станислава 1-й степени (ВП 1889)
- Орден Святой Анны 1-й степени  (ВП 1893)
- Орден Святого Владимира 2-й степени  (ВП 1901)
- Орден Белого орла  (ВП 06.12.1907)